# Ragulův kopec
Ragulův kopec s výškou 573 m n. m. leží mezi vesnicemi Staré Oldřůvky a Podlesí na katastru obce Staré Oldřůvky (části Budišova nad Budišovkou v okrese Opava v Moravskoslezském kraji. Kopec se nachází nad řekou Odrou v Oderských vrších (části pohoří Nízkého Jeseníku). Ragulův kopec se nachází poblíž staré polní cesty z Podlesí do Starých Oldřůvek, u vojenského újezdu Libavá, nevede k němu turistické značení a je veřejnosti přístupný. Vrchol kopce je na poli a nabízí výhledy do okolí.

## Další informace

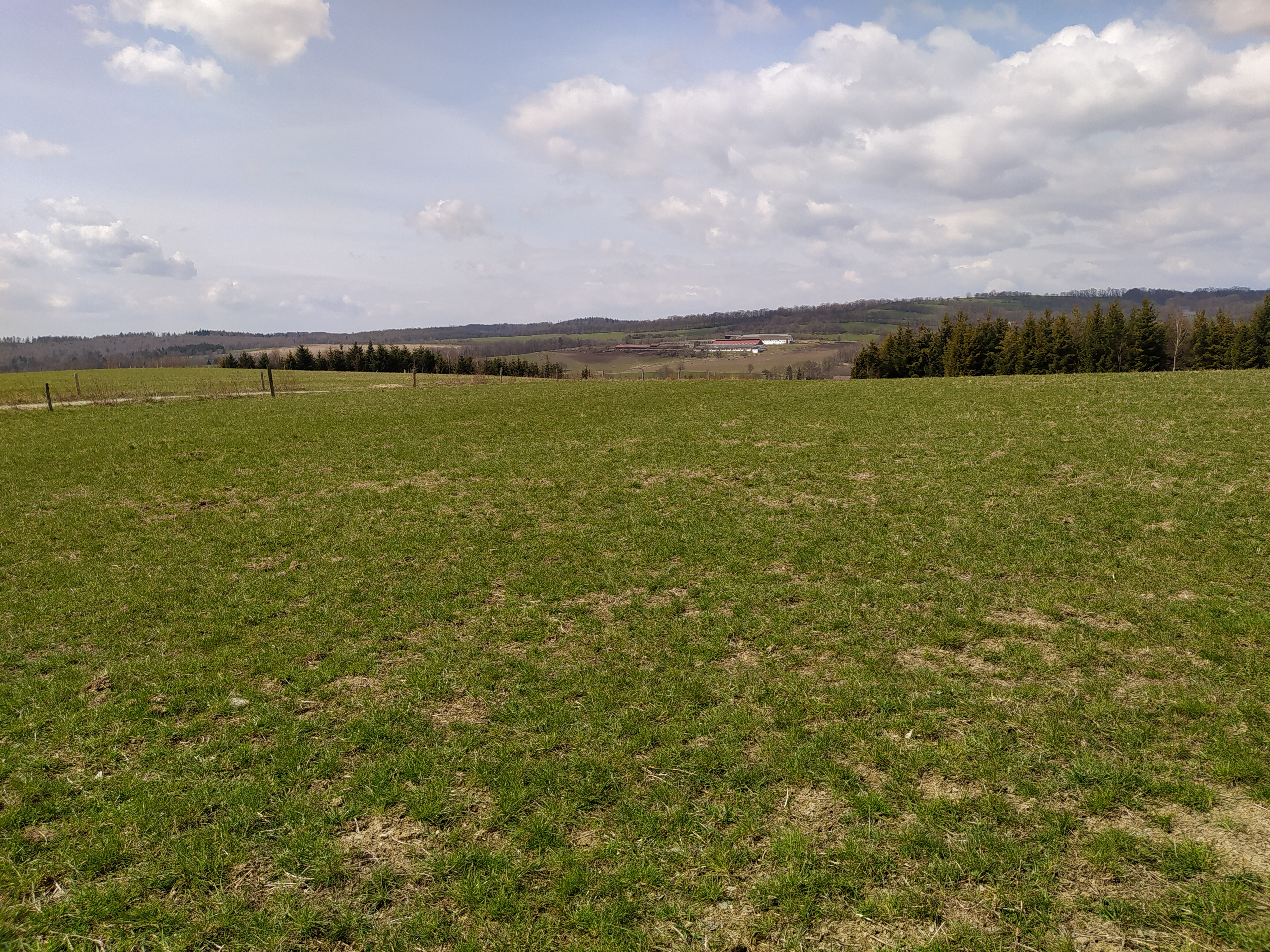
Pohled na Podlesí a Nízký Jeseník z Ragulova kopce

Východně od vrcholu pramení Tichý potok (levostranný přítok řeky Odry). Kopec ze západu obtéká Podleský potok (levostranný přítok řeky Odry).
Severovýchodo-východním směrem se nachází pramen potoka Oldřůvky (levostranný přítok řeky Odry).
V blízkém Podlesí se nachází bývalý kostel svatého Mikuláše a smírčí kříž.